# Valbonne
Valbonne település Franciaországban, Alpes-Maritimes megyében. Lakosainak száma 12 389 fő (2022. január 1.). Valbonne Antibes, Biot, Châteauneuf-Grasse, Mouans-Sartoux, Mougins, Opio, Roquefort-les-Pins, Vallauris és Villeneuve-Loubet községekkel határos.

## Népesség
A település népessége az elmúlt években az alábbi módon változott:
| Lakosok száma | 1858 | 3918 | 9514 | 12 114 | 13 092 | 13 183 | 13 325 | 13 486 | 13 162 | 12 389 |
|               | 1968 | 1982 | 1990 | 2006   | 2013   | 2015   | 2017   | 2019   | 2020   | 2022   |